# 包潤石
包潤石（1951年12月13日—2025年6月26日），前美國外交官，通曉中文及法語。包潤石歷任美國國務院發言人、美國駐香港總領事、美國駐上海副總領事，及美國駐塞浦路斯大使等職，亦先後在中華民國—美國斷交前的台灣和中華人民共和國—美國建交後的中國大陸從事外交業務。

## 生平

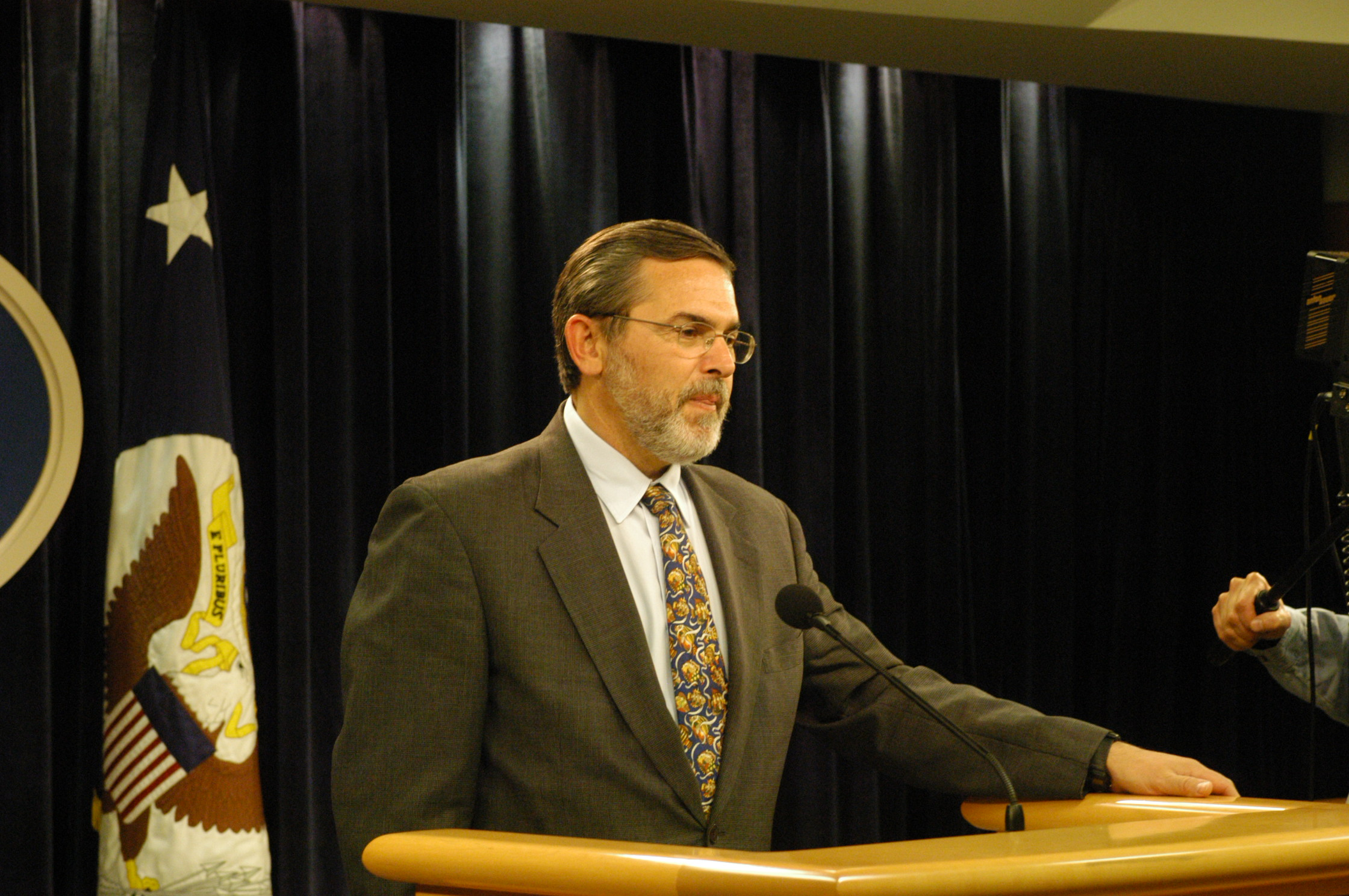
包潤石於美國國務院發言人任內出席新聞簡報會，2003年攝

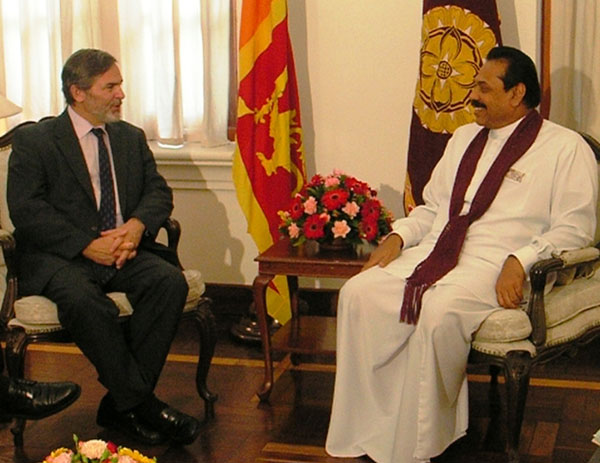
包潤石於美國國務院南亞和中亞助卿任內會晤斯里蘭卡總統馬欣達·拉賈帕克薩，2006年攝

於馬里蘭州貝塞斯達出生，1973年完成塔夫茨大學英法文學學士學位，並至喬治·華盛頓大學研究所攻讀經濟學。他擔任外交官前，曾在塞內加爾擔任和平隊志工，亦曾至幾內亞擔任美國國際開發署約聘人員。
1977年加入外交體系服務後，包潤石先至台灣台中的美國國務院外交學院華語學校學習中文，繼而於1978年調至台北的美國駐中華民國大使館，擔任領事官。1979年至1980年間，改派至美國駐廣州總領事館當領事官。調回美國後，於國務院經濟局及中國科（China Desk）供職，隨後偕同妻子赴華，1984年至1986年間擔任美國駐上海總領事館副總領事。
1986年，包潤石返回華盛頓特區擔任國務院運作中心高級監督官。1987年8月至1989年3月間，轉任歐洲安全暨政務處（Office of European Security and Political Affairs）副處長，其後連任2位美國國務卿的副發言人，分別是詹姆斯·貝克國務卿（1989年3月起）、勞倫斯·伊格爾伯格國務卿（1992年8月起），此後華倫·克里斯多福國務卿命其繼任發言人直至1993年6月止。
1993年10月至1996年6月，包潤石擔任美國駐塞浦路斯大使。1996至1999年，任美國駐香港總領事，期間更見證香港主權移交。1999年至2000年任亞太經濟合作組織美國高級官員。2000年任美國國務院發言人，2001年兼任公共事務助理國務卿。2006年至2009年，任南亞和中亞事務助理國務卿。2009年至2013年，任經濟合作與發展組織副秘書長。